# Caja negra (psicología)
La caja negra es una metáfora para designar aquel elemento estructural de un modelo abstracto sobre el funcionamiento de un sistema que se halla entre la entrada (input) y la salida (output). Se utiliza en psicología para señalar aquel componente que se encuentra entre el estímulo y la respuesta (conducta). El concepto fue adoptado en la psicología desde la biología del comportamiento y fue utilizado en sus inicios por la corriente conductista para señalar todos aquellos procesos cognitivos de procesamiento mental interno (incluyendo los afectos, sentimientos, pensamientos, deseos e ideas que intervengan internamente en estos procesos) definidos por el conductismo clásico como no observables. Tales aspectos se definieron como el contenido de la «caja negra» inexplorable (o no interesante), que no es susceptible definir de manera operacional, ni de medir directamente con instrumentos científicos. La base epistemológica que sustenta este modelo es el positivismo.

## Antecedentes históricos del concepto en psicología
El conductismo temprano y las primeras teorías del aprendizaje ponían el acento en lo directamente observable: Lo que afecta directamente a un individuo (el estímulo) y lo que ese individuo produce en consecuencia (la respuesta). La sugerencia básica es que, científicamente, debía desestimarse los procesos que ―paulatinamente― ocurren entre uno y otro evento, en, por decir algo, la mente, por ser meramente especulativo lo que allí ocurre. La psicología, si quiere ser ciencia, debe atenerse a los hechos empíricos y no a teorizar sobre procesos inobservables que ocurrían en una «caja negra». Solo se puede observar el estímulo y de lo que desde la caja negra se emite: una respuesta, en la forma de una conducta.
El concepto fue introducido por los autores de la corriente conocida como conductismo metodológico representada principalmente por autores como Tolman, Hull y Guthrie, entre otros. 
Pero los antecedentes de este modelo remontan al conductismo inicial de principios del siglo XX. John B. Watson publicó en 1913 su famoso manifiesto conductista, sin embargo este autor postuló inicialmente un modelo básico de estímulo-respuesta (el que luego tendría diversas variantes) sin introducir el eslabón intermedio de la «caja negra», propiamente tal. Watson, tomando los resultados experimentales de Iván Pávlov acerca de los reflejos condicionados, pretendía acercar a la psicología al paradigma metodológico de las ciencias naturales.
Su idea era renunciar al estudio de lo no observable (la psique, la conciencia y con mayor razón el inconsciente) y seguir el ejemplo de las «ciencias duras» como la física. Este desarrollo en los Estados Unidos se orientó a un fin muy práctico, consistente en la optimización de recursos para condicionar la respuesta de un individuo. La psicología experimental tomó los desarrollos hechos en Rusia por Pávlov destinados a dar una explicación biológica y una base material a la conducta humana. Watson se opuso no solo al concepto de conducta como algo innato, sino también a su determinación social o histórica, así como una radical negativa a que la psicología pudiese dedicarse al estudio de la conciencia. Propuso en cambio el carácter plenamente controlable y predecible de la conducta, llegando a plantear la posibilidad teórica de moldear completamente a un ser humano de acuerdo a un plan preciso (por ejemplo, hacer de un determinado niño un delincuente o un hombre sabio). Los ensayos con animales en psicología experimental podían validarse plenamente, puesto que no existían diferencias en los mecanismos que intervienen en la conducta humana y animal.
La incorporación de una instancia intermedia al modelo, de modo que en vez de definirse simplemente como estímulo-respuesta corresponde a los conductistas metodológicos, que agregan al modelo el eslabón intermedio de «organismo» (es decir, estímulo-organismo-respuesta), para luego definir que este sería una «caja negra».

## Implicaciones
El concepto de caja negra tiene implicaciones tanto a nivel filosófico como metodológico y epistemológico. Esas implicaciones llegan hasta la clasificación de escuelas psicológicas, en tanto que su metodología y visión de los seres humanos dependen de como entienden y usan (aunque sea implícitamente) este concepto. En ese sentido, se puede decir que la caja negra se ha transformado en uno de los centros de debate en la concepción moderna y postmoderna de lo humano.
Implicaciones filosóficas
- Puede llevar a concebir que el contenido de la caja carece de interés, que todo lo que se consideraba tradicionalmente vida emotiva o psíquica de los individuos es solo un epifenómeno, resultado y no causa, de acciones.
- Esa visión coincide con la llamada "materialista periférica" o "conductismo filosófico o radical", que se puede resumir en la proposición que "poseer una mente no significa otra cosa que desplegar un tipo especial y elaborado de conductas o tener una predisposición a tales conductas cuando las circunstancias son favorables".[4] Tal visión es común entre algunos (pero no todos) los conductistas. Por ejemplo, B. F. Skinner, para quien la conducta humana es una función de las historias ambientales de refuerzo y por lo tanto puede ser explicada sin recurrir a conceptos tales como ideas, intenciones, emociones, etc.

Implicaciones metodológicas y epistemológicas
- Se sugiere que si psicología desea ser ciencia (o por lo menos, lograr los avances y firmeza de conocimiento que caracterizan a la ciencia) tiene que basar sus estudios en la observación de conductas y actos, que son observables y medibles con objetividad y replicabilidad.

Desde este punto de vista, no es tan relevante si los fenómenos internos carecen de interés o tienen o no poder causal o explicativo. Lo que se pone en duda es si alguna vez se lograré establecer una metodología que permita analizarlos directamente con objetividad y certeza, de tal manera que otros investigadores estén en la posición de poder repetir las observaciones sin error y utilizar el conocimiento a fin de hacer predicciones.
Ejemplo: Un investigador o un grupo de observadores pueden medir cuánto tiempo un individuo baila en una fiesta. Se puede también observar y repetir las medidas a través de varias o muchas fiestas, con ese u otros individuos. En principio, otro grupo de observadores pueden llevar a cabo los mismos procedimientos en otros lugares o momentos. Se puede observar como ese y otros bailarines reaccionan en relación con diferentes tipos de música, etc. Pero cuando se trata de determinar lo que ese u otros bailarines puedan sentir internamente, que es un subjetivo "deseo de bailar", los mismos observadores van a encontrar difícil llegar a un acuerdo y establecer una medida distinta que la cantidad de tiempo bailando en tales o cuales circunstancias.
- El concepto de caja negra libera al investigador de preconcepciones acerca del contenido (elementos y estructuras) mentales. Este podría, por ejemplo, en lugar de estudiarla globalmente, postular que está constituida de varias estructuras que se relacionan entre sí a uno o varios niveles produciendo los fenómenos que son generalmente observados, de la misma manera que las partes de un programa de un computador se relacionan entre sí para producir resultados. Esas partes o estructuras pueden ser analizadas individualmente (las partes o subrutinas de un programa complejo pueden ser analizadas individualmente) y funcionalmente, sin referencia a priori al sustrato biológico (como programas que funcionan en diferentes máquinas).

Ejemplo: Se pueden postular estructuras relacionadas con la memoria reciente, otras, con memoria de largo plazo. Algunas almacenarían recuerdos verbales, otras, recuerdos de acciones, etc. Adicionalmente, habría un mecanismo de recobrar eventos almacenados en la memoria o quizás varios, uno para cada tipo de memoria. Se puede proceder a estudiar esas estructuras en relación con cómo funcionan. Por ejemplo, se postulan dos tipos diferentes de memoria ―la reciente y la de largo plazo― porque encontramos que a veces individuos pierden unos recuerdos pero no los otros. Igualmente se podría postular una falla en el mecanismo (o mecanismos) de recobrar lo almacenado. O, en el caso de la memoria de los eventos recientes, en el procedimiento para guardarlos. ¿Qué circunstancias provocan tales fallas?, ¿cuáles favorecen su buen funcionamiento?, etc.

## Uso actual del concepto
Por extensión, el término se aplica actualmente a cualquier sistema o mecanismo de contenido desconocido (incognoscible o sin interés para el análisis del asunto que se trate) acerca del cual solo se considera lo que lo afecta y lo que produce. En este sentido lato, casi cualquier cosa puede ser descrita como una caja negra: un transistor, un algoritmo, un programa de computación, etc.
En los desarrollos teóricos más actuales en psicología, hay una reutilización ampliada del concepto, por ejemplo para designar en general cualquier estado intermedio de relaciones aún no conocidas y para postular modelos de investigación en los que a través de múltiples muestras de "entradas" y "salidas" se pretenda un acercamiento a la descripción y conocimiento de procesos psíquicos o neurológicos internos.
En un sentido distinto, se utiliza también en psicología de la comunicación, particularmente las teorías del constructivismo radical. Este «reciclaje» del término ocurre en el planteamiento de que cada individuo actúa frente a un otro como si este último fuese una «caja negra», cuya vida interna desconoce. De los procesos del otro solo se podría tener noticia a través de las señales que emite, y en consecuencia la comunicación no sería otra cosa que este intento de requerir tales señales.